# 마크 렌달
마크 렌들(Mark Rendall, 1988년 10월 21일 ~ )은 미국의 배우이다.
토론토에서 태어났다.

## 영화
- 스톡홀름 (2018년)
- 쉬머 레이크 (2017년)
- 디 아더 하프 (2016년)
- 사랑의 역사 (2016년)
- 알곤퀸 (2013년)
- 새미의 카니보어 (2009년)
- 빅토리아 데이 (2009년)
- 익스플로딩 걸 (2009년)
- 마이 원 앤 온리 (2009년) - 로비 역
- 실크 (2007년)
- 찰리 바틀렛 (2007년) - 킵 크롬웰 역
- 써티 데이즈 오브 나이트 (2007년) - 제이크 올슨 역
- 렌 앤드 휴고 (2006년)
- 레버레이션 (2005년) - 호크 역
- The Winning Season (2004)
- 차일드스타 (2004년) - 테일러 역
- 실종 (2004, A Different Loyalty) - 올리버 카우필드 역
- 블리자드 (2003년)
- 스크림 팀 (2002년)
- 테일즈 프롬 더 네버엔딩 스토리 (2001년)